# Amtsgericht Oberhausen

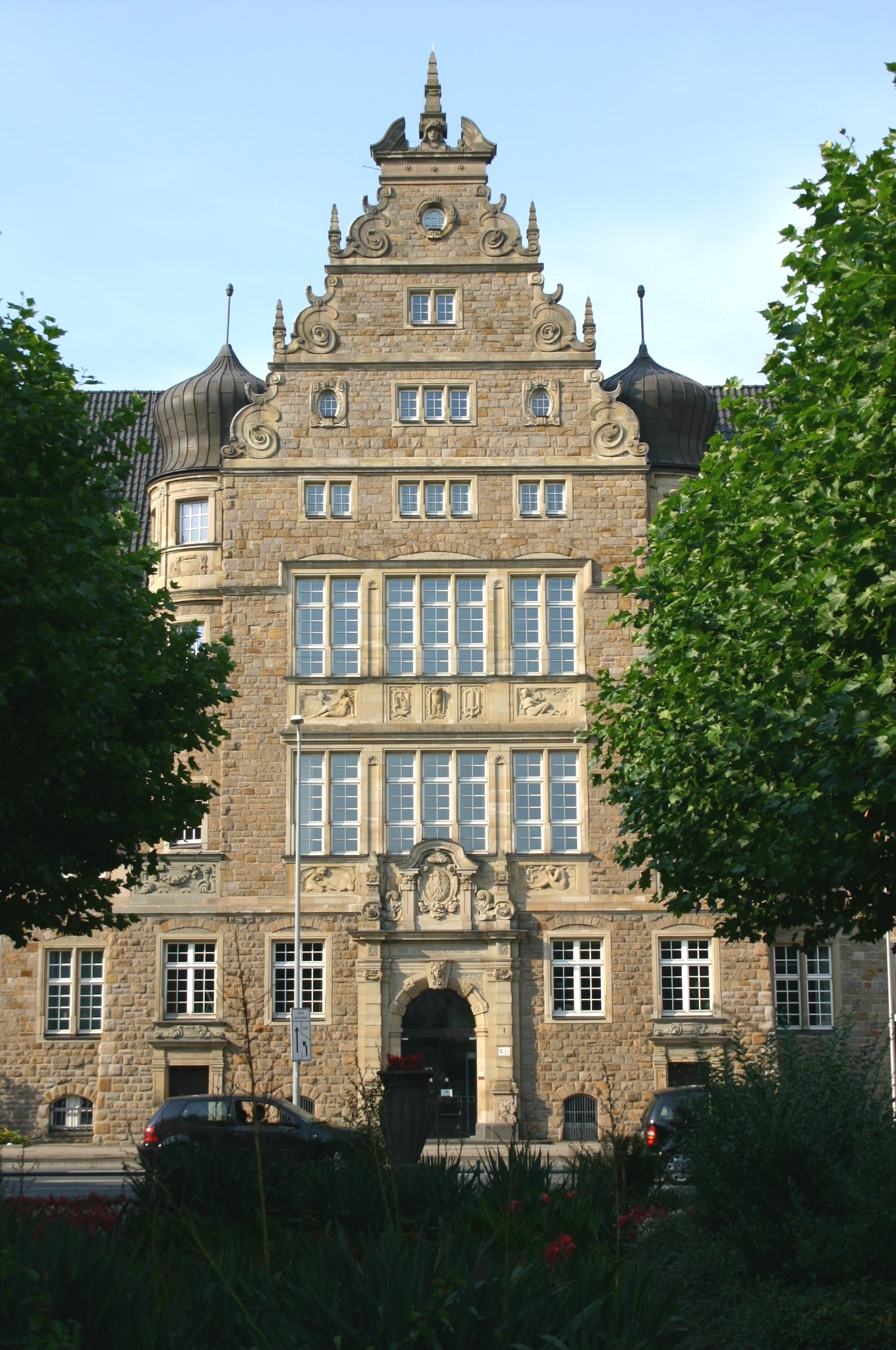
Amtsgericht Oberhausen (Erbaut 1904–1907)

Das Amtsgericht Oberhausen ist ein Gericht der ordentlichen Gerichtsbarkeit und eines von sieben Amtsgerichten im Bezirk des Landgerichts Duisburg.

## Gerichtssitz und -bezirk
Sitz des Gerichts ist Oberhausen in Nordrhein-Westfalen. Der Gerichtsbezirk umfasst die  kreisfreie Stadt Oberhausen.

## Über- und nachgeordnete Gerichte
Dem Amtsgericht Oberhausen ist das Landgericht Duisburg übergeordnet. Zuständiges Oberlandesgericht ist Düsseldorf.

## Geschichte
Mit dem Inkrafttreten des Gerichtsverfassungsgesetzes 1879 wurde Oberhausen Sitz eines königlich preußischen Amtsgerichts. Dieses wurde zunächst in einem für diesen Zweck angekauften und umgebauten Wohnhaus untergebracht, das sich angesichts des raschen Wachstums der Stadt jedoch bald als zu klein erwies. Das heutige Gerichtsgebäude wurde zwischen 1904 und 1907 im historisierenden Stil der Neorenaissance erbaut.